# NGC 5630
NGC 5630 este o galaxie spirală situată în constelația Boarul. A fost descoperită în 9 aprilie 1787 de către William Herschel. Se află la o distanță de 30,06 de megaparseci de Pământ.